# De groene horizon
De groene horizon is een hoorspel van Marianne Colijn. De NCRV zond het uit op vrijdag 3 januari 1969. De regisseur was Ab van Eyk. De uitzending duurde 14 minuten.

## Rolbezetting
- Wiesje Bouwmeester (Evelien)
- Paul van der Lek (Albert)

## Inhoud
Evelien raakt hoe langer hoe meer verslaafd aan de drank, met alle gevolgen van dien. Albert, haar man, tracht haar aanvankelijk verstandelijk, maar later in een forse, niet mis te verstane taal te wijzen op het geluk van de kinderen en van henzelf. Bezit ze eigenlijk wel een hart of is ze niets dan een hol vat dat alleen met drank gevuld moet worden? Huishoudgeld krijgt ze al niet meer. Eens per week zal Albert de leveranciers betalen, maar dan leent ze geld van de werkster. Ten slotte is de toestand onhoudbaar geworden en een onafwendbare scheiding staat voor de deur…